# Joseph von Gumppenberg
Joseph Ferdinand Franz Hubert Freiherr von Gumppenberg zu Pöttmes und Brennberg (* 9. November 1798 in München; † 1. Februar 1855 in Landau, Pfalz) war ein deutscher Offizier. Er war bayerischer Adeliger, General und Festungskommandant.

## Leben und Wirken
Joseph von Gumppenberg entstammte dem bayerischen Adelsgeschlecht von Gumppenberg und wurde geboren als Sohn des Maximilian von Gumppenberg (1756–1803) sowie seiner zweiten Gemahlin Marianne von Werneck (1759–1800). Mit fünf Jahren war der Junge Vollwaise und sein Onkel (Bruder der Mutter) Reinhard von Werneck übernahm als Vormund die Erziehung. Dieser war Chef des königlichen Kadettenkorps in München, in das er den Neffen aufnahm.
Am 13. September 1815 beendete Gumppenberg dort seine Militär-Ausbildung und trat als Leutnant ins Infanterie Leib-Regiment ein. Später wechselte er zum 2. Chevaulegers-Regiment „Taxis“ nach Ansbach. Dann wurde er Adjutant des Generals Karl Philipp von Diez (1769–1850), in Nürnberg. 1829 trat er die gleiche Stelle bei General Friedrich von Treuberg (1775–1831) in Augsburg, dann in Würzburg an. Nach dessen Tod übernahmen ihn die Nachfolger Karl Peter von Theobald (1769–1837) und Franz Xaver von Hertling (1780–1844) im gleichen Amt.
Hertling ging 1837 als Kriegsminister nach München und nahm Gumppenberg als Adjutanten mit sich. Bei dessen Pensionierung kam er 1838 in den Generalstab und avancierte zum Hauptmann. 1839 wurde sein eigener Bruder Anton von Gumppenberg bayerischer Kriegsminister und er arbeitete nun in dessen Stab. 1841 gehörte Joseph von Gumppenberg der Kommission an, welche in Karlsruhe über die Einrichtung deutscher Bundesfestungen beriet. Zum Abschluss der Verhandlungen erhielt er das Ritterkreuz des badischen Ordens vom Zähringer Löwen.
1844 trat er in den aktiven Heeresdienst zurück, wurde Major im 1. Chevaulegers-Regiment „Kronprinz“, 1849 Oberstleutnant im 2. Chevaulegers-Regiment „Taxis“. 1850 beförderte man den Freiherrn zum Oberst und er übernahm die Leitung des bayerischen Gendarmerie Korps. In dieser Eigenschaft erhielt er am 1. Januar 1852 das Ritterkreuz des Verdienstordens der Bayerischen Krone. Für seine Verdienste um die Sicherung der französisch/bayerischen Grenze mit dort eingesetzter Gendarmerie, erhob ihn der Nachbarstaat am 6. Oktober 1853 zum Kommandeur der Ehrenlegion.

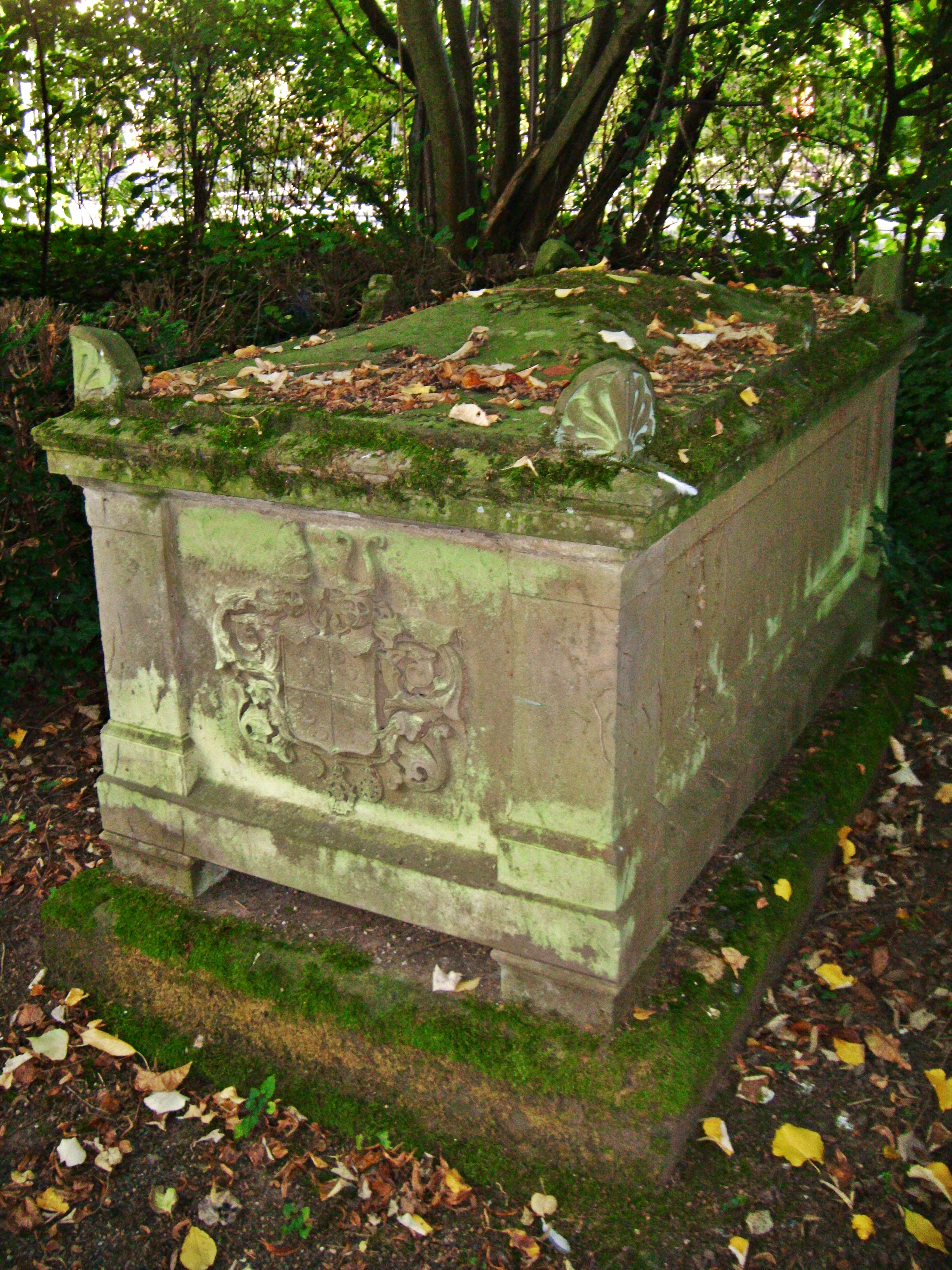
Grabmal, Friedhof Landau (Pfalz)

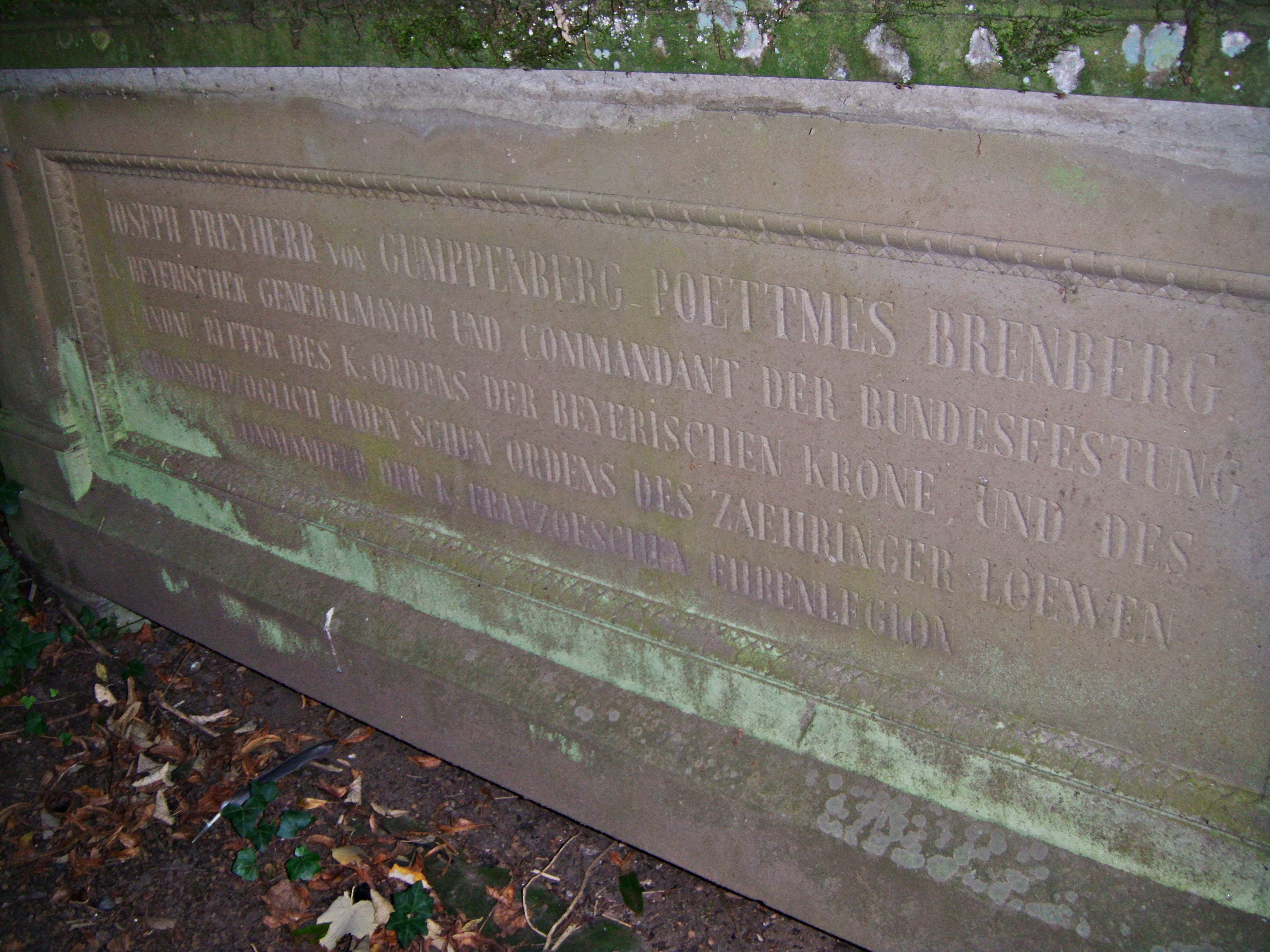
Grabinschrift

Am 30. November des gleichen Jahres erhielt Joseph von Gumppenberg die Beförderung zum Generalmajor und Kommandanten der Bundesfestung Landau. In diesem Amt starb er am 1. Februar 1855 zu Landau und wurde auf dem dortigen Friedhof beigesetzt. Sein Tumba-Grabmal ist hier erhalten (2012).
Joseph Freiherr von Gumppenberg blieb unverheiratet. Sein Neffe – der Sohn seiner ältesten Schwester Therese Freiin von Gumppenberg (aus der ersten Ehe des Vaters) – war Kardinal Karl August von Reisach (1800–1869).